# Scaptesyle bicolor
Scaptesyle bicolor là một loài bướm đêm thuộc phân họ Arctiinae, họ Erebidae.